# هوهانس قوکاسیان
هوهانس آرامی قوکاسیان (ارمنی: Հովհաննես Արամի Ղուկասյան؛ انگلیسی: Hovhannes Łukasyan زادهٔ ۲۹ دسامبر ۱۹۱۹ - درگذشته ۲۷ ژوئیه ۱۹۹۱)، رمان‌نویس، شاعر اهل ارمنستان بود.

## زندگی‌نامه
وی در ۲۹ دسامبر ۱۹۱۹ (۱۲۹۸ خورشیدی) در تبریز، ایران به دنیا آمد. وی پس از به پایان بردن تحصیلات ابتدایی و متوسطه در مدارس ارمنی زادگاهش در سال ۱۹۴۶ (۱۳۲۵) به ارمنستان مهاجرت کرد.
قوکاسیان از سنین کودکی شروع به نوشتن نمود و چند مجموعه از اشعار خویش را به چاپ رسانده است. وی فعالیت ادبی خویش را در ارمنستان پی‌گرفت و داستان‌ها، نوول‌ها و رمان‌های بسیاری نگاشته است. از آثار شاخص وی می‌توان به رمان‌های تاریخی «وسکان یریوانتسی»  و «بوگدان سلطانوف» اشاره نمود. آثار ادبی قوکاسیان به زبان‌های دیگر نیز ترجمه شده‌اندو

وی در ۲۷ ژوئیه ۱۹۹۱ (۱۳۷۰) در سن ۷۱ سالگی در لس آنجلس، کالیفرنیا درگذشت.

## یادداشت
1. ↑  Voskan Yerevantsu
2. ↑  Bogdan Sultanov